# Šesteronožni členonožci
Šesteronožni členonožci (znanstveno ime Hexapoda) so skupina členonožcev, ki jih klasificiramo na nivoju poddebla. Ime je skupina dobila po najočitnejši lastnosti: predstavniki imajo enotno oprsje, iz katerega izraščajo trije pari nog.
Poleg tega jih druži ves osnovni vzorec členjenosti telesa, ki tvori tri jasno definirane telesne regije - glavo, oprsje in zadek, par tipalnic ter obustni aparat, ki ga sestavljajo preobražene okončine glave.
Med šesteronožne členonožce uvrščamo naslednje skupine: skakače (Collembola), proture (Protura), dvorepke (Diplura) in žuželke (Insecta). Po zgradbi obustnega aparata delimo skupino na razreda Entognatha (podrazredi Collembola - skakači, Protura - proturi in Diplura - dvorepke) in Ectognatha (Insecta - žuželke) oziroma obravnavamo žuželke kot razred brez posebnega klasificiranja kot »Ectognatha«. Predvsem nejasen taksonomski položaj dvorepk pa je razlog, da razdelitev skupine še ni dokončna.